# Romuald Twardowski
Romuald Twardowski (ur. 17 czerwca 1930 w Wilnie, zm. 13 stycznia 2024) – polski kompozytor i pedagog.

## Życiorys
W czasie okupacji uczył się gry na skrzypcach, a po wojnie na fortepianie i organach. W latach 1946–1950 był organistą w kościołach wileńskich: bonifratrów, misjonarzy i Św. Jana. Następnie po ukończeniu średniej szkoły muzycznej studiował w latach 1952–1957 kompozycję u Povilasa Tamuliūnasa i Juliusa Juzeliūnasa w Państwowym Konserwatorium Litewskiej SSR w Wilnie. Należał do pierwszych członków powstałego w 1955 polskiego zespołu folklorystycznego „Wilia”. W grudniu 1957 wspólnie z matką repatriował się do Polski.
Kontynuował studia kompozytorskie na PWSM w Warszawie pod kierunkiem Bolesława Woytowicza. W 1963, w ramach stypendium Związku Kompozytorów Polskich wyjechał do Paryża na studia uzupełniające u Nadii Boulanger. Od 1972 był wykładowcą kompozycji i instrumentacji w Akademii Muzycznej w Warszawie.
Był prezesem Fundacji „Muzyka Cerkiewna” – organizatora Międzynarodowego Festiwalu Muzyki Cerkiewnej „Hajnówka” w Białymstoku, któremu jury przewodniczył od 1983.
Płyty, na których nagrano jego kompozycje były kilkukrotnie nominowane do Nagrody Muzycznej Fryderyk w kategoriach: Album Roku Muzyka Orkiestrowa (2002), Album Roku Najwybitniejsze Nagranie Muzyki Polskiej (2004), Album Roku Muzyka Współczesna (2004, 2005, 2019), Album Roku Muzyka Chóralna (2020) i Album Roku Muzyka Solowa (2021).
Pochowany 26 stycznia 2024 na cmentarzu prawosławnym na warszawskiej Woli (sektor 22-1-33a).

## Kompozycje
- Oberek [wersja I] - na skrzypce i fortepian (1955)
- Oberek [wersja II] - na orkiestrę smyczkową (1955)
- Suita w dawnym stylu - na orkiestrę (1957)
- Siedem pieśni ludowych - na głos i fortepian (1957)
- Mała sonata - na fortepian (1958)
- Mała symfonia - na fortepian, smyczki i perkusję (1959)
- Pieśń o białym domu - kantata na chór mieszany, 2 fortepiany i perkusję (1959)
- Jaworowe pieśni - na chór mieszany (1960)
- Nokturny - na chór mieszany (1960)
- Kołysanki - na chór mieszany (1960)
- Nagi książę - balet-pantomima (1960)
- Suita warmińska - na chór mieszany (1960)
- Kołysanka warmińska - na głos i fortepian (1960)
- Carmina de mortuis per coro misto (1961)
- Antifone per tre gruppi d’orchestra (1961)
- Bukoliki - na chór mieszany (1962)
- Cantus antiqui - na sopran, klawesyn, fortepian i perkusję (1962)
- Cyrano de Bergerac - opera romantyczna (1962)
- Nomopedia - Cinque movimenti per orchestra (1962)
- Psalmus 149 - per coro misto (1962)
- Mała suita - na skrzypce i fortepian (1962)
- Kwietniowe pieśni - na chór mieszany (1963)
- Posągi czarnoksiężnika (Rzeźby mistrza Piotra) -balet-pantomima (1963)
- Miniatury - na chór mieszany (1964)
- Oda 64 - na orkiestrę (1964)
- Parabola - pantomima (1964)
- Dwie pieśni murzyńskie - na chór mieszany (1965)
- Tragedyja albo rzecz o Janie i Herodzie – opera-moralitet (1965)
- Sonetti di Petrarca - per tenore solo e due cori a cappella (1965)
- Tre studi secondo Giotto - per orchestra da camera (1966)
- Impressioni fiorentini - per quattro cori strumentali (1967)
- Mała liturgia prawosławna - na zespół wokalny i 3 grupy instrumentów (1968)
- Oda do młodości - na głos recytujący, chór mieszany i orkiestrę (1969)
- Upadek ojca Suryna - radiowy dramat muzyczny (1969)
- Lord Jim - dramat muzyczny (1970-73)
- Trzy sonety pożegnalne [wersja I] - na bas-baryton i orkiestrę kameralną (1971)
- Trzy sonety pożegnalne [wersja II] - na bas-baryton i fortepian (1971)
- Dwie pieśni żartobliwe [wersja I] - na chór mieszany (1972)
- Dwie pieśni żartobliwe [wersja II] - na chór żeński lub chłopięcy (1972)
- Preludium, toccata i chorał - na orkiestrę symfoniczną (1973)
- Tryptyk Mariacki - na orkiestrę smyczkową (1973)
- Preludio e toccata - per coro misto (1974)
- Studium in a - na orkiestrę (1974)
- Improvvisazione e toccata - per due pianoforti (1974)
- Dwa pejzaże - na orkiestrę symfoniczną (1975)
- Impresje morskie - na chór mieszany (1975)
- Krajobraz polski [wersja I] - na bas-baryton i orkiestrę smyfoniczną (1975)
- Krajobraz polski [wersja II] - na bas-baryton i fortepian (1975)
- Laudate Dominum - dialog na 2 chóry mieszane (1976)
- Sequentiae de ss. Patronis Polonis - na baryton, chór i zespół instrumentalny (1977)
- Ręka mi miecz - trzy poematy na tenor solo i chór mieszany (1977)
- Maria Stuart - dramat muzyczny (1978)
- Capriccio in blue - na skrzypce i orkiestrę (lub fortepian) (1979)
- Lamentationes - per coro misto (1979)
- Oblicze morza - 5 pieśni na bas-baryton i fortepian (1979)
- Preludio, recitativo ed aria con variazioni - per cembalo (pianoforte) (1979)
- Sonata breve - per cembalo (pianoforte) (1979)
- Koncert wiejski - na chór mieszany (1980)
- Musica concertante - na fortepian (1980)
- Mały koncert - na fortepian i zespół instrumentalny (1980)
- Na czterech strunach - na skrzypce i fortepian (1980)
- Trzy pieśni kurpiowskie - na chór mieszany (1980)
- Historya o św. Katarzynie - moralitet muzyczny (1981)
- Fantazja - na organy (1982)
- Fantazja polska - na dwoje skrzypiec (1982)
- Salve Regina - na chór żeński i organy (1982)
- Trzy utwory - na organy (1982)
- Ave Maris Stella [wersja I] - na chór męski i organy (lub fortepian) (1982)
- Erotyki - na głos i fortepian (1983)
- Joannes Rex- kantata na baryton, chór mieszany i orkiestrę (1983)
- Koncert - na fortepian i orkiestrę (1984)
- Fantazja hiszpańska [wersja I] - na skrzypce i orkiestrę (lub fortepian) (1985)
- Fantazja hiszpańska [wersja II] - na wiolonczelę i fortepian (1985)
- Mały tryptyk - na kwintet dęty (1986)
- Trzy freski - na orkiestrę symfoniczną (1986)
- Allegro rustico - na obój i fortepian (1986)
- Wariacje symfoniczne - na temat George’a Gershwina na perkusję solo i orkiestrę (1986)
- Trio - na skrzypce, wiolonczelę i fortepian (1987)
- Koncert staropolski - na orkiestrę smyczkową (1987)
- Trzy pieśni do słów Stanisława Ryszarda Dobrowolskiego - na baryton i fortepian (1987)
- Mały koncert - na orkiestrę wokalną (1988)
- Wariacje litewskie - na flet, obój, klarnet, róg i fagot (1988)
- Sonety Michała Anioła - na baryton i fortepian (1988)
- Symfonie dzwonów - na fortepian (1988-91)
- Album włoski - na orkiestrę (1989)
- Taniec staropolski - na 3 gitary (1989)
- Espressioni - per violino e pianoforte (1990)
- Alleluja - na chór mieszany (1990)
- Chwalitie Imia Gospodina [wersja I] - na chór mieszany (1990)
- Trzy sonety do Don Kichota - na bas-baryton i fortepian (1990)
- Znad Willi - na baryton i fortepian (1990)
- Niggunim - Melodie Chasydów na skrzypce i orkiestrę symfoniczną (lub fortepian) (1991)
- Tu es Petrus - na baryton, chór mieszany i orkiestrę symfoniczną (1991)
- Hosanna I - na chór mieszany (1992)
- Plejady - na skrzypce i fortepian (1993)
- Pieśni Maryjne - na sopran i małą orkiestrę symfoniczną (1993)
- Canticum Canticorum - na sopran, flet, klarnet i smyczki (1994)
- Koncert na wiolonczelę i orkiestrę (1995)
- Wsjakoje dychanije - na chór mieszany (1996)
- Inwokacja i capriccio - na dwie wiolonczele (1996)
- Regina coeli - na chór mieszany (1996)
- W gaiku zielonym - 5 miniatur na fortepian na 4 ręce (1996)
- Hosanna II - na chór mieszany (1997)
- Concerto breve - na orkiestrę smyczkową (1998)
- K Tiebie Władyka - na chór mieszany (1998)
- Gloriosa Domina - na chór mieszany (1999)
- Hommage à J.S. Bach - cykl utworów na fortepian (2000)
- Dwie kolędy - na chór chłopięcy (2000)
- Wo carstwii Twojem - na chór mieszany (2000)
- Chwali dusze moja - na chór mieszany (2000)
- Intermezzo - na fortepian (2000)
- Introdukcja i Allegro - na skrzypce i fortepian (2001)
- Missa „Regina Caeli” - na chór mieszany (2001)
- Capriccio - na skrzypce i fortepian (2001)
- Salutaris - na chór mieszany (2001)
- Jubilate Deo - na chór mieszany (2001)
- Ave Maris Stella [wersja II] - na chór męski (2002)
- Pastorale i Humoreska - na obój i fortepian (2002)
- Chwalitie Imia Gospodina [wersja II] - na chór męski (2002)
- Musica festiva - na organy (2002)
- W chińskim ogrodzie - na zespół perkusyjny (2002)
- Toccata i chorał - na organy (2002)
- Jezu ufam Tobie. Misterium o Miłosierdziu Bożym - na sopran, baryton, 2 głosy recytujące, chór mieszany i orkiestrę (2002)
- Trzy szkice - na skrzypce, altówkę i wiolonczelę (2003)
- Serenada - na orkiestrę smyczkową (2003–2004)
- Trzy intermezza - na organy (2004)
- Tango - na wiolonczelę i fortepian (2004)
- Medytacja - na wiolonczelę i fortepian (2004)
- Campane IV z cyklu Symfonie dzwonów - na fortepian (2004)
- Pater noster - na chór mieszany (2005)
- Tryptyk paschalny - na organy (2005)
- Trio nr 2 - na skrzypce, wiolonczelę i fortepian (2005)
- Otcze nasz - na chór mieszany (2005)
- Koncert na skrzypce i orkiestrę smyczkową (2006)
- Myscerium crucis - na chór mieszany a cappella (2006)
- Popule meus - na chór mieszany (2006)
- Virginum Custos - na chór mieszany a cappella (2011)

## Publikacje
- Było nie minęło (wspomnienia), wyd. Pani Twardowska, Warszawa 2000 ISBN 978-83-913314-0-8.
- Dorota Całek – Utwory na głos sopranowy Romualda Twardowskiego (monografia), Wydawnictwo Muzyczne POLIHYMNIA, Lublin 2020 ISBN 978-83-7847-666-5.

## Ordery i odznaczenia
- Krzyż Komandorski Orderu Odrodzenia Polski (2020)[16]
- Krzyż Oficerski Orderu Odrodzenia Polski (1985)
- Krzyż Kawalerski Orderu Odrodzenia Polski (1974)
- Złoty Medal „Zasłużony Kulturze Gloria Artis” (2010)[17]
- Odznaka „Zasłużony Działacz Kultury” (1975)[18]
- Order św. Marii Magdaleny I stopnia (1996)[18]
- Medal ZAiKS-u (1978)[19]
- Odznaka Honorowa ZAiKS-u (1988)[19]

## Nagrody i wyróżnienia
- I nagroda na konkursie z okazji 550-lecia bitwy pod Grunwaldem za Suitę warmińską na chór mieszany a cappella (1960)
- I nagroda na IV Konkursie Młodych ZKP (1962)
- 2. miejsce na Międzynarodowej Trybunie Kompozytorów UNESCO w Paryżu za Antifone per tre gruppi d’orchestra (1963)
- I nagroda na Międzynarodowym Konkursie Kompozytorskim im. ks. Rainiera III w Monako za Posągi czarnoksiężnika (Rzeźby mistrza Piotra) (1965)
- I nagroda na Międzynarodowym Konkursie Kompozytorskim w Pradze za Sonetti di Petrarca (1966)
- II nagroda na konkursie im. A. Malawskiego w Krakowie za Tre studi secondo Giotto (1966)
- II nagroda na konkursie im. G. Fitelberga w Katowicach za Impressioni Fiorentini (1967)
- nagroda specjalna na Międzynarodowym Konkursie Kompozytorskim im. ks. Rainiera III w Monako za Małą liturgię prawosławną (1968)
- Nagroda Ministra Kultury i Sztuki II stopnia (1973)
- I nagroda na Międzynarodowym Konkursie Kompozytorskim im. ks. Rainiera III w Monako za dramat muzyczny Lord Jim (1973)
- II nagroda na Międzynarodowym Konkursie im. K. Szymanowskiego w Łodzi za Studium in a (1974)
- I nagroda na konkursie ZKP, Centralnej Rady Związków Zawodowych i Polskiego Związku Chórów i Orkiestr za Tryptyk mazowiecki (1978)
- Nagroda Prezesa Rady Ministrów za twórczość muzyczną dla dzieci (1981)
- Nagroda im. Włodzimierza Pietrzaka (1983)
- II nagroda na Konkursie Kompozytorskim Festiwalu Pianistyki Polskiej w Słupsku za II Koncert na fortepian i orkiestrę (1985)
- I nagroda na konkursie ZAiKS-u za 3 pieśni na baryton i fortepian, sł. St. R. Dobrowolski (1987)
- I nagroda na Konkursie Polskiego Związku Chórów i Orkiestr im. S. Wiechowicza za Alleluja na chór a cappella (1990)
- nagroda AGEC – Europejskiej Federacji Związków Śpiewaczych za Mały koncert na orkiestrę wokalną (1994)
- Nagroda Związku Kompozytorów Polskich (1995)

Źródło:.

## Upamiętnienie
Jego imię noszą: Państwowa Szkoła Muzyczna I Stopnia w Puławach oraz Miejska Szkoła Muzyczna I stopnia w Gostyninie
Pamięci Romualda Twardowskiego został poświęcony w 2024 r. 43. Międzynarodowy Festiwal Muzyki Cerkiewnej „Hajnówka” w Białymstoku, organizowany (poprzednio w Hajnówce, a obecnie w Białymstoku), od początku przez jego pomysłodawcę Mikołaja Buszko – dyrektora festiwalu.